# Oravala (Kouvola)
Oravala est un village, un quartier et une zone statistique de Valkeala à Kouvola en Finlande .

## Description
Oravala est situé au sud du lac Pyhäjärvi sur la rive du fleuve Kymijoki.
La route principale 46 de Kouvola à Heinola traverse le village.
Jusqu'en 2009, Oravala faisait partie de la municipalité de Valkeala.
Situé dans le village, a 46 km du centre-ville de Kouvoka, le manoir d'Oravala, selon la tradition, tire son nom de Matti Orava, qui y vécut au XIVe siècle.
Le manoir a été construit en 1671 en tant que domaine royal et, des années 1680 aux années 1740, il a servi de résidence officielle au régiment de cavalerie de Carélie.
Depuis 1753, le manoir est une propriété privée.
La famille Hornborg en est propriétaire depuis 1869.
Les quartiers voisins sont Selänpää, Voikkaa, Pilkanmaa et Jaala.